# Cantó d'Aix-les-Bains-Sud
El cantó d'Aix-les-Bains-Sud és un cantó francès del departament de la Savoia, situat al districte de Chambéry. Té sis municipis i part del d'Aix-les-Bains.

## Municipis
- Aix-les-Bains (part sud : 3.873 habitants)
- Drumettaz-Clarafond
- Méry
- Mouxy
- Tresserve
- Viviers-du-Lac
- Voglans

## Història
| Període              | Identitat          | Partit | Qualitat                                   |
| -------------------- | ------------------ | ------ | ------------------------------------------ |
| Cantó creat el 1985. |                    |        |                                            |
| 1985-1992            | Jacques Moucot     | DVD    | Adjunt a l'alcalde d'Aix-en-Provence       |
| 1992-2004            | Jean-Paul Calloud  | DVG    | Diputat (1988-1993)                        |
| 2004-en curs         | Jean-Louis Sarzier | DVG    | Alcalde de Drumettaz-Clarafond des de 2008 |

## Demografia
| 1882                                            | 1926 | 1962 | 1968 | 1975 | 1982 | 1990   | 1999   | 2008   |
| ?                                               | ?    | ?    | ?    | ?    |      | 13.046 | 14.730 | 15.898 |
| ----------------------------------------------- | ---- | ---- | ---- | ---- | ---- | ------ | ------ | ------ |
| A partir de 1990: Població sense dobles comptes |      |      |      |      |      |        |        |        |